# Gyna centurio
Gyna centurio es una especie de cucaracha del género Gyna, familia Blaberidae.

## Distribución
Esta especie se encuentra en Camerún y República Democrática del Congo.